# Эндор, Гай
Самуэль Гай (или Ги) Эндор (настоящие имя и фамилия — Самуил Гольдштейн) англ. Guy Endore, 4 июля 1900, Нью-Йорк — 12 февраля 1970) — американский писатель
 и сценарист.

## Биография
Родился в шахтерской семье. Отец Исидор Гольдштейн имел ряд изобретений, переехал с семьей в Питтсбург, где безуспешно пытался найти заинтересованных инвесторов. Семья будущего писателя жила, с трудом сводя концы с концами. Не выдержав лишений, мать покончила с собой, когда сыну было четыре года. Отец сменил фамилию и поместил детей в методистский приют. Позже Исидор всё же продал своё изобретение и, выполняя мечту покойной жены о хорошем образовании для детей, отправил их в Вену, где они провели пять лет. После смерти отца из-за недостатка средств Гай Эндор вернулся в Питтсбург.
Собрав необходимую сумму денег, Ги Эндор поступил в Колумбийский университет, которой окончил бакалавром в 1923 году, в 1925 году получил степень магистра европейских языков. Во время учёбы увлекался идеями Маркса, теософией, мистикой и йогой. Был вегетарианцем.
Женившись, в 1930 г. переехал в Голливуд, где вступил в коммунистическую партию. Писал статьи для нескольких левых изданий, за что был вызван на допрос в Комиссию по расследованию антиамериканской деятельности.
После доклада Н. Хрущёва о культе личности отошёл от левого движения.

## Творчество
Гай Эндор — автор целого ряда романов, киносценариев, памфлетов и статей.
Начал писать в 1920-е годы. В 1929 г. вышел его первый историко-биографический роман «Казанова. Известная и неизвестная жизнь», затем — «Человек из Химбро» (1930), «Парижский оборотень» (1933), «Бабуин» (1934), «Преступление в Скоттсборо» (1937), «Леди Метинкс», «Тайна сонной лагуны» (1944), «Правосудие для Салсидо» (1948), «Король Парижа» (1956), «Ночной отъезд» (1959), «Меч Божий: Жанна д’Арк» и др.
Известность и шумный успех принёс автору историко-биографический роман «Король Парижа» об отце и сыне Дюма. Критики писали о рождении нового жанра в американской литературе — «параллельного», или «двойного», романа. Гай Эндор вводил в свои романы равных по значимости героев и в течение всего произведения мог скрещивать или «параллелить» их судьбы. К такому приёму он прибегал неоднократно.
Приобрел репутацию за свою работу на романами и фильмами ужасов. Культовым для поклонников литературы ужасов, стал его известный роман «Оборотень в Париже», который занимает такое же место в этом жанре литературы, как и Дракула для литературы про вампиров.
Автор публицистических статей против расизма и преступности в США.
В 1949 г. его роман «Methinks the Lady…» стал основой сценария Бена Хекта для фильма-триллера «Whirlpool».
В 1945 г. Г. Эндор номинировался на премию «Оскар» за сценарий к фильму «История рядового Джо».